# Сеннен
Сеннен (англ. Sennen) — прибрежный приход и деревня в Корнуолле, Англия, Соединённое Королевство. Деревня Сеннен расположена примерно в восьми милях (13 км) к западу от юго-запада Пензанса.
Приход Сеннен ограничен морем на западе и граничит с приходами Святого Справедливого на севере, Сент-Бурянь на востоке, Сен-Леван на юге. В приходе также находятся группа скалистых островков, расположенных в заливе Лендс-Энд. Основными поселениями это прихода являются — Churchtown, Trevescan, Carn Towan, Сеннен-Ков и Land’s End.
Совет прихода Сеннен избирается каждые четыре года вместе с советом деревни Сеннен. Основным местным органом власти является Совет Корнуолла.

## География
Приход Сеннен расположен на западном кончике полуострова Пенвит и подвергается преобладающим в этой местности западным ветрам из Атлантики. Геологически он расположен на гранитном ландшафте, одном из пяти основных гранитных батолитов, которые составляют основу Корнуолла. Следовательно, приход имеет голый болотистый характер с очень небольшим количеством деревьев и без леса.
Приход состоит из 2 284 акров (9 км²) земной местности, 6 акров (24 000 м²) водных ресурсов и 64 акров (260 000 м²) прибрежной полосы. Население составило 829 человек при переписи 2001 года.
Деревня Сеннен, является самой западной деревней в материковой Англии и находится в 315 милях (507 км) к западу от юго-западного Лондона. Под деревней севернее находится гавань и деревня Сеннен-Ков.

## Старые обычаи
С 1830-х годов в рождественский день люди собирались возле фермы Сеннен на торжественное празднование. Одним из блюд был пирог из 24 черных «дроздов». В полночь молодые люди выходили, чтобы увидеть «скот на коленях», и по возвращении они в дом бросали скот в огонь.

## Знаменитые уроженцы
- Вильям Джон Хокинг — был известным работником Королевского монетного двора.